# Mercedes-Benz Renntransporter
Mercedes-Benz Renntransporter (от нем. Rennwagen Transporter — «транспортёр гоночных автомобилей») — грузовой автомобиль, построенный специально для скорой перевозки болидов (в частности Mercedes-Benz W196) до гоночных трасс. Также известен под именем «голубое чудо» (англ. Blue Wonder).

## История
Департаментом по дизайну по просьбе менеджера гонок Альфреда Нойбауэра в 1954 году был разработан скоростной автотрейлер для перевозки особо срочных грузов. Единственными пожеланиями при его создании были высокая скорость и возможность транспортировки гоночных автомобилей. Платформа представляет собой удлинённой каркас от Mercedes-Benz 300S. Двигатель позаимствован у 300SL, в то время как составные элементы, такие как двери, крылья и некоторые предметы интерьера — от Mercedes-Benz 180.
После трагедии в 1955 году Mercedes-Benz отошёл от автоспорта, автовоз служил выставочным автомобилем в США, а затем на протяжении более 10 лет использовался при проведении тест-драйвов Mercedes-Benz. В 1967 году автомобиль был разрезан на металлолом указом руководителя экспериментального цеха Рудольфа Уленхаута из-за того, что в музее, где должен был располагаться «транспортёр», на втором этаже оказалось слабое перекрытие.
В начале 1990-х два мастера Тим Камишильте и Мартин Шготт из фирмы «Mika» согласились взяться за воссоздание автомобиля. Поскольку чертежей не существовало, так как автомобиль был собран из подходящих комплектующих буквально на коленке, автомобиль пришлось воссоздавать с фотографий. Концерн Daimler-Benz предоставил новый мотор с коробкой переключения передач от модели 300SL. За основу ходовой части было взято шасси от купе Mercedes-Benz 300S, которое использовалось и при создании оригинала. После того, как двигатель и шасси были собраны, Дирк Блоссфельдт изготовил из старого Mercedes-Benz 180 кабину, а из листов жести лишь на основе фотографий — крылья. От оригинала отошли только в одном — вместо барабанных тормозов были установлены дисковые от 300SL. Автовоз воссоздавался в течение восьми лет, после чего был передан в музей Mercedes-Benz.

## Характеристики
Благодаря использованию легковой базы и двигателя с коробкой передач от 300SL транспортёр с двигателем мощностью 192 лошадиные силы (141 кВт) без «ценного груза» развивает максимальную скорость в 170 км/ч (о чём говорят надписи на задних крыльях автомобиля). Если же транспортер перевозит болид, то его максимальная скорость чуть ниже — 160 км/ч.